# Angraecum tenellum
Angraecum tenellum är en orkidéart som först beskrevs av Henry Nicholas Ridley, och fick sitt nu gällande namn av Rudolf Schlechter. Angraecum tenellum ingår i släktet Angraecum och familjen orkidéer. Inga underarter finns listade i Catalogue of Life.